# حسين الحلي
الشيخ حسين الحلّي (1309هـ ـ 1394هـ) فقيه واصولي شيعي عراقي في القرن الرابع عشر، ولد في النجف. لقب باستاذ الفقهاء وينتمي إلى أُسرة من عشيرة من قبيلة شمر وهي عشيرة العيفار، التي تقطن في ريف الحلة وريف كربلاء.
يعد الشيخ حسين الحلي من نوابغ عصره وفلتة من فلتات الدهر لايجود الزمان بمثلها الا قليلا.
فهو درس عند أبيه مبادئ القراءة والكتابة، ثم بدأ يحضر دروس الأدب العربي، والفقه والأصول  عند أساتذة الحوزة العلمية في مدينة النجف آنذاك .
كان ذكيا فطنا محققا بارعا ينقل أنه كان بعد انتهاء درس شيخه النائيني وخروجه يقوم فيجلس مكان أستاذه ويعيد للحاضرين تقرير درس الاستاذ ليفهمه من لم يستوعبه ممن كانوا ينتظرونه .
كان زميلا لمرجع الطائفة السيد محسن الحكيم وكان الحكيم يجلّه ويحترمه كثيرا وبينهما علاقة وثيقة جدا.
كان لايهتم بمظهره ابدا فكان خلق الثياب بسيط المنظر متقشفا جدا في حياته بعيدا عن ملذات الدنيا ترك التصدي للمرجعية وتفرغ للتدريس وتربية الأجيال وتخرج من تحت منبره عدة من الفقهاء منهم اثنان من أبرز المراجع المعاصرين وهما السيد علي الحسيني السيستاني والسيد محمد سعيد الحكيم.
اوعز السيد السيستاني مؤخرا بطباعة تقريرات استاذه الحلي الاصولية فكانت دورة رائعة ونافعة تكشف عن تبحره العلمي في الاصول واصبحت احدى اهم المصادر الأصولية.

## من مؤلّفاته
- شرح كفاية الأُصول
- تقريرات بحث الشيخ النائيني في الفقه والأُصول.
- تقريرات بحث الشيخ العراقي في الفقه والأُصول.
- تعليقة على الجزء الأوّل من أجود التقريرات.
- تعليقة على الجزء الثاني من فوائد الأُصول.
- تعليقة على المكاسب.
- الأوضاع اللفظية وأقسامها.
- رسالة في حكم بيع جلد الضبّ وطهارته.
- رسالة في إلحاق ولد الشبهة بالزواج الدائم.
- رسالة في أخذ الأُجرة على الواجبات.
- رسالة في معاملة اليانصيب.
- رسالة في قاعدة من ملك.
- رسالة في قاعدة الفراش.

## وفاته
تُوفّي في الرابع من شوّال 1394هـ بالنجف، وصلّى على جثمانه المرجع الديني السيّد أبو القاسم الخوئي، ودُفن بمقبرة أُستاذه الشيخ النائيني بالصحن الحيدري للإمام علي(عليه السلام).